# Superliga (Europa)
Die Superliga ist ein Mannschaftswettbewerb im Tischtennis, bei dem ursprünglich Vereine aus Österreich, Ungarn, Tschechien und der Slowakei teilnahmen. Später kamen noch Vereine aus Kroatien, Slowenien und der Schweiz hinzu. Der Wettbewerb wird als gemeinsame oberste Spielklasse sowohl für Damen als auch für Herren ausgetragen. Pro Nation sind bis zu drei Teams spielberechtigt. Der Teilnahme eines Vereins müssen alle beteiligten Nationalverbände zustimmen.
Wenn eine österreichische Mannschaft der Superliga, jedoch nicht in der Champions League spielt, dann kann sie auch in der 1. Herren-Bundesliga Österreichs antreten. Zudem können die Landesverbände Österreichs auch sogenannte Zweigvereine bilden, in denen eine Auswahlmannschaft in der Superliga antritt. Solche Zweigvereine sind in der Bundesliga nicht spielberechtigt.

## Gründung
Die Einführung der Superliga wurde im Januar 1993 in Preßburg von Vertretern der Tischtennisverbände Österreich,
Ungarn, Tschechien und der Slowakei beschlossen. Die Organisation wurde dem Österreichischen Tischtennisverband ÖTTV, namentlich Reinhold Luckeneder, übertragen. Jeder der vier Verbände sollte mit drei Teams vertreten sein.
2005 traten mit Zagreb und Vrtojba noch Teams aus Kroatien und Slowenien an, 2010 kam mit der Damenmannschaft aus Neuhausen noch die Schweiz hinzu.
Die Durchführungsbestimmungen, etwa Anzahl der Mannschaften, wurden bis heute mehrfach geändert.

## Bisherige Sieger
| Saison    | Team Herren                                                                   | Team Damen                         |
| --------- | ----------------------------------------------------------------------------- | ---------------------------------- |
| 1993/94   | ŠKST Sporiteľňa Bratislava                                                    | Statisztika Metalloglobus Budapest |
| 1994/95   | Asz.Cl. Kiskunfélegyháza                                                      | Statisztika Metalloglobus Budapest |
| 1995/96   | ŠKST Sporiteľňa Bratislava                                                    | Statisztika Metalloglobus Budapest |
| 1996/97   | Postas Matav SE Budapest                                                      | Statisztika Metalloglobus Budapest |
| 1997/98   | LRI-Malev Sport Club Budapest                                                 | Statisztika Metalloglobus Budapest |
| 1998/99   | TTV Hornstein                                                                 | Statisztika PSC Budapest           |
| 1999/2000 | SVS Niederösterreich (Nachfolgeverein von SV Schwechat und Union Wolkersdorf) | Statisztika PSC Budapest           |
| 2000/01   | SVS Niederösterreich                                                          | ASKÖ Erdgas Linz-Froschberg        |
| 2001/02   | SVS Niederösterreich                                                          | ASKÖ Erdgas Linz-Froschberg        |
| 2002/03   | SVS Niederösterreich                                                          | Postas Matav SE Budapest           |
| 2003/04   | SVS Niederösterreich                                                          | Statisztika Petöfi SC Budapest     |
| 2004/05   | SVS Niederösterreich                                                          | Postas Matev SE Budapest           |
| 2005/06   | SVS Niederösterreich                                                          | ASKÖ Erdgas Linz-Froschberg        |
| 2006/07   | SVS Niederösterreich                                                          | Linz AG Froschberg                 |
| 2007/08   | SVS Niederösterreich                                                          | Mladost Zagreb                     |
| 2008/09   | SVS Niederösterreich                                                          | Linz AG Froschberg                 |
| 2009/10   | SVS Niederösterreich                                                          | Linz AG Froschberg                 |
| 2010/11   | SVS Niederösterreich                                                          | SVS Ströck                         |
| 2011/12   | SVS Niederösterreich                                                          | Linz AG Froschberg                 |
| 2012/13   | El Nino Prag                                                                  | Linz AG Froschberg                 |